# Сим, Чеа
Чеа Сим (кхмер. ជា ស៊ីម; 15 ноября 1932, округ Ромис Хэек, Свайриенг, Французский Индокитай — 8 июня 2015, Пномпень, Камбоджа) — камбоджийский политический и государственный деятель, коммунист, один из высших руководителей Народной Республики Кампучия, имевший влияние и в современной Камбодже.
Участник камбоджийской гражданской войны, военно-политический функционер Красных кхмеров. Порвал с полпотовским режимом, занимал провьетнамские позиции в кампучийском конфликте 1980-х годов. Был председателем парламента НРК, Национальной ассамблеи и сената. В 1992—1993 годах — председатель Государственного совета Камбоджи. Исполнял обязанности главы государства в течение трёх дней октября 2004 года. Формально занимал пост председателя правящей Народной партии.

## Биография

### В антиколониальном и коммунистическом движении
Родился в крестьянской семье третьим из пятерых детей. Учился в буддистской школе. В 16-летнем возрасте стал монахом, но два года спустя примкнул к антиколониальному движению Независимые кхмеры. После провозглашения независимости служил в королевской армии.
В 1954 году вступил в коммунистическую Кхмерскую народно-революционную партию, придерживался ортодоксальных марксистско-ленинских позиций, занимал в партии секретарские должности. С 1966 года входил в руководство Коммунистической партии Кампучии, активно участвовал в движении Красные кхмеры. С 1970 года возглавлял районную парторганизацию в Кампонгтяме. Участвовал в гражданской войне против Кхмерской Республики Лон Нола.

### В аппарате «Красных кхмеров»
После прихода к власти «Красных кхмеров» в апреле 1975 года был назначен комендантом «20-го округа Восточной военной зоны» Демократической Кампучии. Занимал также должность регионального партийного секретаря. В этом качестве руководил местным репрессивным аппаратом. В 2005 году Human Rights Watch представила доклад, в котором содержались обвинения Чеа Сима в причастности к полпотовскому террору — убийствах бывших чиновников и предпринимателей Кхмерской Республики, политических противников режима и подозреваемых в нелояльности (в том числе оппозиционных «красных кхмеров»), представителей национальных меньшинств (чамов, вьетнамцев, китайцев).
С 1977 года полпотовская верхушка начала чистку партийно-государственного аппарата и военного командования. Функционеры пограничной с Вьетнамом «Восточной зоны» оказались под особым подозрением. Не дожидаясь репрессий, в мае 1978 года бежал во Вьетнам. 2 декабря 1978 года он стал одним из членов-учредителей Единого фронта национального спасения Кампучии — объединения провьетнамских коммунистов.

### В руководстве НРК
В декабре 1978 года началась массированная вьетнамская интервенция в Кампучию. 7 января 1979 года вьетнамские войска вошли в Пномпень. Под вьетнамским контролем была провозглашена Народная Республика Кампучия (НРК). Правительственные функции принял Народно-революционный комитет, с 1981 года Государственный совет НРК под председательством Хенг Самрина.
Первые годы НРК Чеа Сим являлся вторым лицом режима после Хенг Самрина. С января 1979 по июнь 1981 года занимал пост министра внутренних дел. Под его руководством были заложены основы карательных органов НРК. С июня 1981 по июнь 1993 года Чеа Сим — председатель Национальной ассамблеи НРК и Государства Камбоджа. Идеологически придерживался наиболее ортодоксальных воззрений, считался идеологом «полицейского государства». Выступал за жёсткое подавление вооружённой оппозиции.

### В переходный период
В конце 1980-х военно-политическая обстановка в Кампучии изменилась в контексте новой международной обстановки. Правительство НРК пошло на переговоры с оппозицией. В 1989 году вьетнамские войска покинули территорию Кампучии. С 1 мая 1989 года конституционные изменения преобразовали НРК в Государство Камбоджа.
Правящая компартия отказалась от марксизма-ленинизма и переименовалась в Народную партию Камбоджи. В октябре 1991 года ассоциируемый с вьетнамской оккупацией Хенг Самрин оставил пост генерального секретаря партии, в 1992 — пост председателя Государственного совета. Председателем НПК и председателем Госсовета Государства Камбоджа стал Чеа Сим. Однако реальную партийно-государственную власть сконцентрировал премьер-министр Хун Сен.

### В реставрированной монархии
После восстановления монархии и упразднения Госсовета в 1993 году возглавлял палаты камбоджийского парламента. В 1993—1998 годах он был председателем Национальной ассамблеи, в 1999—2015 годах — председателем сената. Формально исполнял обязанности главы государства в периоды отсутствия короля Нородома Сианука (1993, 1994, 1995 годы). Получил от короля почётный титул самдек.
Три дня в октябре 2004 года (с 7 по 10), между отречением короля Нородома Сианука и воцарением короля Нородома Сиамони, Чеа Сим как председатель сената являлся главой государства — регентом Королевства Камбоджа.
В течение ряда лет продолжалась подспудная борьба за власть и влияние между Чеа Симом и Хун Сеном. Решающее столкновение произошло в «междуцарствие» октября 2004, когда Чеа Сим отказался подписывать затребованные Хун Сеном конституционные изменения, позволявшие вновь сформировать коалицию НПК с монархической партией ФУНСИНПЕК. Победу в противоборстве одержал Хун Сен. После этого функции Чеа Сима окончательно свелись к церемониальным. Длительное время Чеа Сим проводил на лечении во Вьетнаме.
В 2011 году несколько сотрудников охраны Чеа Сима во главе с Чхоюном Чантханом были арестованы по обвинениям в коррупции и незаконном хранении оружия. Этот эпизод специально отмечал Хун Сен. В 2012 году Чхоюн Чантхан был освобождён решением апелляционного суда.
Председателем сената Камбоджи и формально председателем Народной партии Камбоджи оставался до последнего дня своей жизни.

## Смерть
Скончался 8 июня 2015 года возрасте 82 лет. 
Его прах был торжественно захоронен в родной деревне Канленг Чров. В государственной церемонии участвовали новый председатель сената Сай Чхум и министр внутренних дел Сар Кенг (шурин Чеа Сима). 

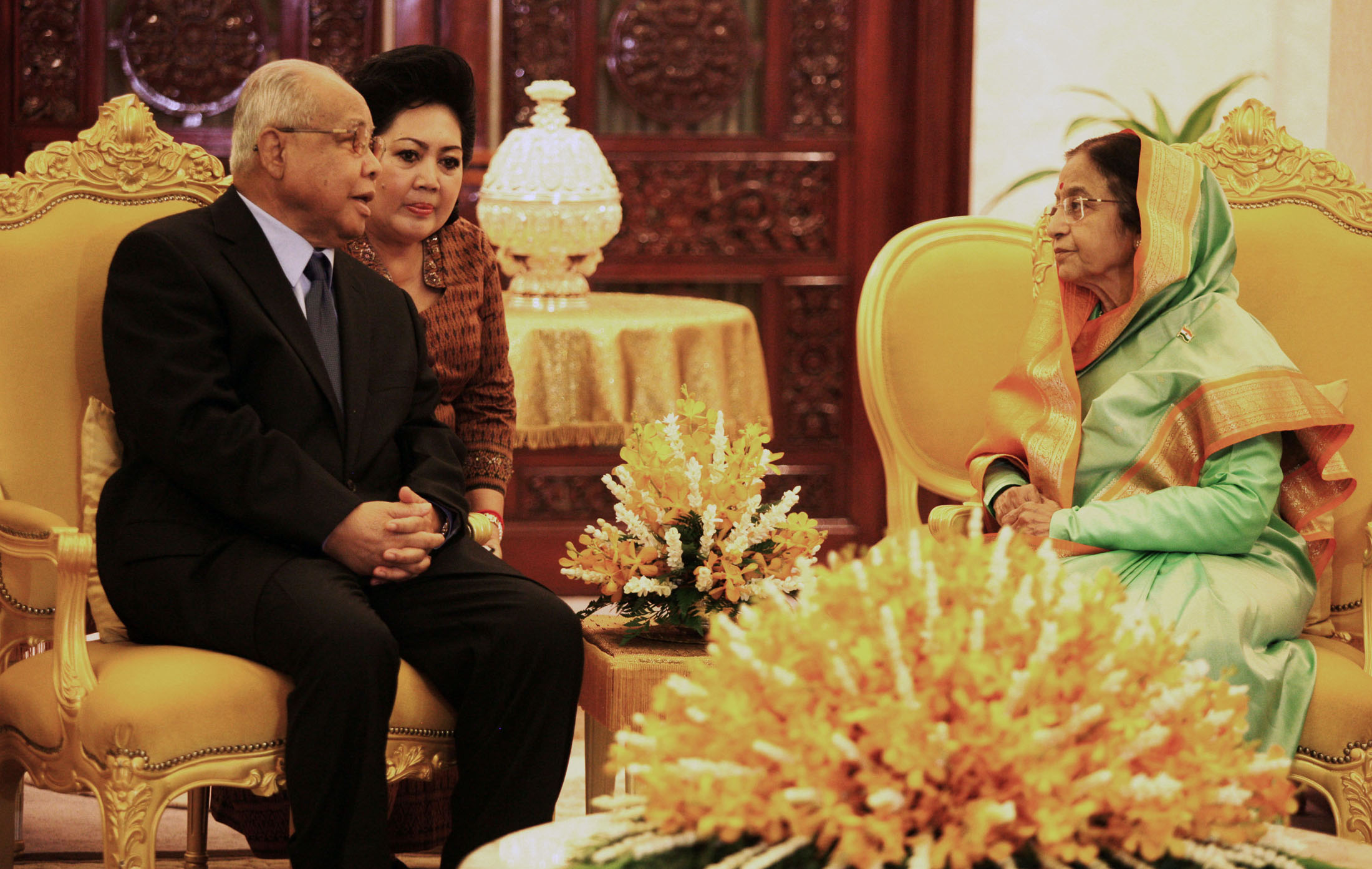
Председатель Сената Камбоджи Чеа Сим и 12-й Президент Индии, Пратихба Патил. Королевский Дворец в Пномпене, 2010 год

## Личная жизнь
Был женат на Нем Союн, имел четырёх сыновей и трёх дочерей.

## В официальных оценках
Официально, наряду с Хенг Самрином и Хун Сеном, причисляется к историческим лидерам правящей партии и основателям современного камбоджийского государства. Официальные церемонии проводятся под тремя портретами. Первая годовщина смерти Чеа Сима отмечалась с демонстративным участием Хун Сена.
В 2006 году HRW представила процессу над «Красными кхмерами» данные о роли Чеа Сима в полпотовском терроре, однако эта информация была проигнорирована. Об ответственности Чеа Сима за убийства правозащитники напомнили и после его смерти.
Отмечалась роль Чеа Сима в свержении террористического режима Пол Пота (без упоминаний о предшествовавшем периоде).